# Der Blob (1972)
Der Blob (Original: Beware! The Blob, Beware the Blob, Son of Blob, Son of the Blob oder auch The Blob Returns) ist ein US-amerikanischer Horrorfilm aus dem Jahr 1972. Regie führte Larry Hagman. Der Film ist eine Fortsetzung von Blob – Schrecken ohne Namen aus dem Jahr 1958.

## Handlung
15 Jahre sind seit den Ereignissen des ersten Teils vergangen. Der Blob befindet sich sicher am Nordpol und ist eingefroren. Kälte ist das Einzige, was ihn stoppen konnte. Ein Pipeline-Arbeiter namens Chester bringt eine kleine Portion Blob mit nach Hause in einen Vorort von Los Angeles. Er bewahrt diese Probe im Kühlschrank auf, wo diese entweichen kann: Chester und seine Frau haben, vom Blob nichts ahnend, den Kühlschrank vom Stromkreis getrennt. Der kleine Blob beginnt zu töten und zu fressen und wächst dadurch. Erst müssen eine Fliege und ein Kätzchen dran glauben, dann Chesters Gattin. Anschließend ist Chester dran: Er wird, während er einen Trailer zu dem Film Der Blob sieht, attackiert und gefressen.
Lisa wird Zeugin von Chesters Tod und flieht. Andere, denen sie davon berichtet, glauben ihr nicht. Der Blob frisst und wächst weiter. Tiere und Menschen fallen ihm zum Opfer. Er greift eine Bowlingbahn und eine Eislaufbahn an. Erst bei der Eislaufbahn bemerken die Menschen seine Empfindlichkeit in Bezug auf Kälte. Er kann wieder eingefroren werden. Allerdings bleibt ein kleines Stück unangetastet. In der Schlussszene greift das Stück Blob den Fuß des Sheriffs, der gerade ein Interview gibt, an.  Eingeblendet wird The End?.

## Produktion
Larry Hagman, der bereits durch Bezaubernde Jeannie einen gewissen Bekanntheitsgrad erlangt hatte und später durch die Rolle des J. R. Ewing in Dallas weltberühmt wurde, führte Regie. Der Blob blieb der einzige Spielfilm, bei dem er Regie führte. Beim Casting für den Film sprach er eine Reihe von Nachbarn in Malibu an, wie etwa Burgess Meredith und Carol Lynley, und fragte, ob sie gerne „geblobbed“ werden würden. Das Budget betrug 150.000 US-Dollar, nur etwas mehr als bei der 1958er Version.
Die Dreharbeiten begannen im Frühjahr 1971 auf einer Ranch in Diamond Bar und in Pomona, jeweils 30 Meilen von Los Angeles entfernt. Kameramann Dean Cundey, der später Erfolge wie Halloween – Die Nacht des Grauens, Das Ding aus einer anderen Welt, die Zurück-in-die-Zukunft-Serie und  Jurassic Park drehte, war als einer von dreien für die Spezialeffekte zuständig.
Beware! The Blob war 1971 bereits fertiggestellt und sollte im Dezember 1971 veröffentlicht werden. Man entschied sich dann aber, ihn erst im Juni 1972 herauszubringen, um das Sommerpublikum abzuschöpfen. Im Fernsehen wurde der Film erstmals 1974 gesendet.

## Neuveröffentlichung
1982 wurde der Film mit dem Aufmacher The film that J.R. shot! neuveröffentlicht. Hier versuchte man, Hagmans Popularität durch Dallas auszunutzen. Es ist aber auch eine ironische Anspielung auf den Episodentitel Who shot J.R.?.

## Rezeption
Die Filmhistoriker Kim R. Holston und Tom Winchester sehen den Film als ein Relikt des ausgehenden Hippie-Zeitalters.

## Auszeichnungen
- 1975 wurde der Film für den Saturn Award für den besten Science-Fiction-Film nominiert.